# Le Ménil-Ciboult
Le Ménil-Ciboult ist eine französische Gemeinde mit 117 Einwohnern (Stand: 1. Januar 2022) im Département Orne in der Region Normandie (vor 2016 Basse-Normandie). Sie gehört zum Arrondissement Argentan und zum Kanton Domfront en Poiraie (bis 2015 Tinchebray). 

## Geographie
Le Ménil-Ciboult liegt etwa 55 Kilometer westnordwestlich des Stadtzentrums von Argentan. Umgeben wird Le Ménil-Ciboult von den Nachbargemeinden Vire Normandie im Norden und Westen, Saint-Quentin-les-Chardonnets im Osten und Nordosten, Tinchebray-Bocage im Süden und Osten sowie Saint-Christophe-de-Chaulieu im Südwesten.

## Bevölkerungsentwicklung
| 1962                      | 1968 | 1975 | 1982 | 1990 | 1999 | 2006 | 2011 | 2016 |
| ------------------------- | ---- | ---- | ---- | ---- | ---- | ---- | ---- | ---- |
| 174                       | 154  | 131  | 141  | 118  | 126  | 118  | 122  | 129  |
| Quelle: Cassini und INSEE |      |      |      |      |      |      |      |      |

## Sehenswürdigkeiten
- Kirche Notre-Dame-de-la-Nativité aus dem 19. Jahrhundert

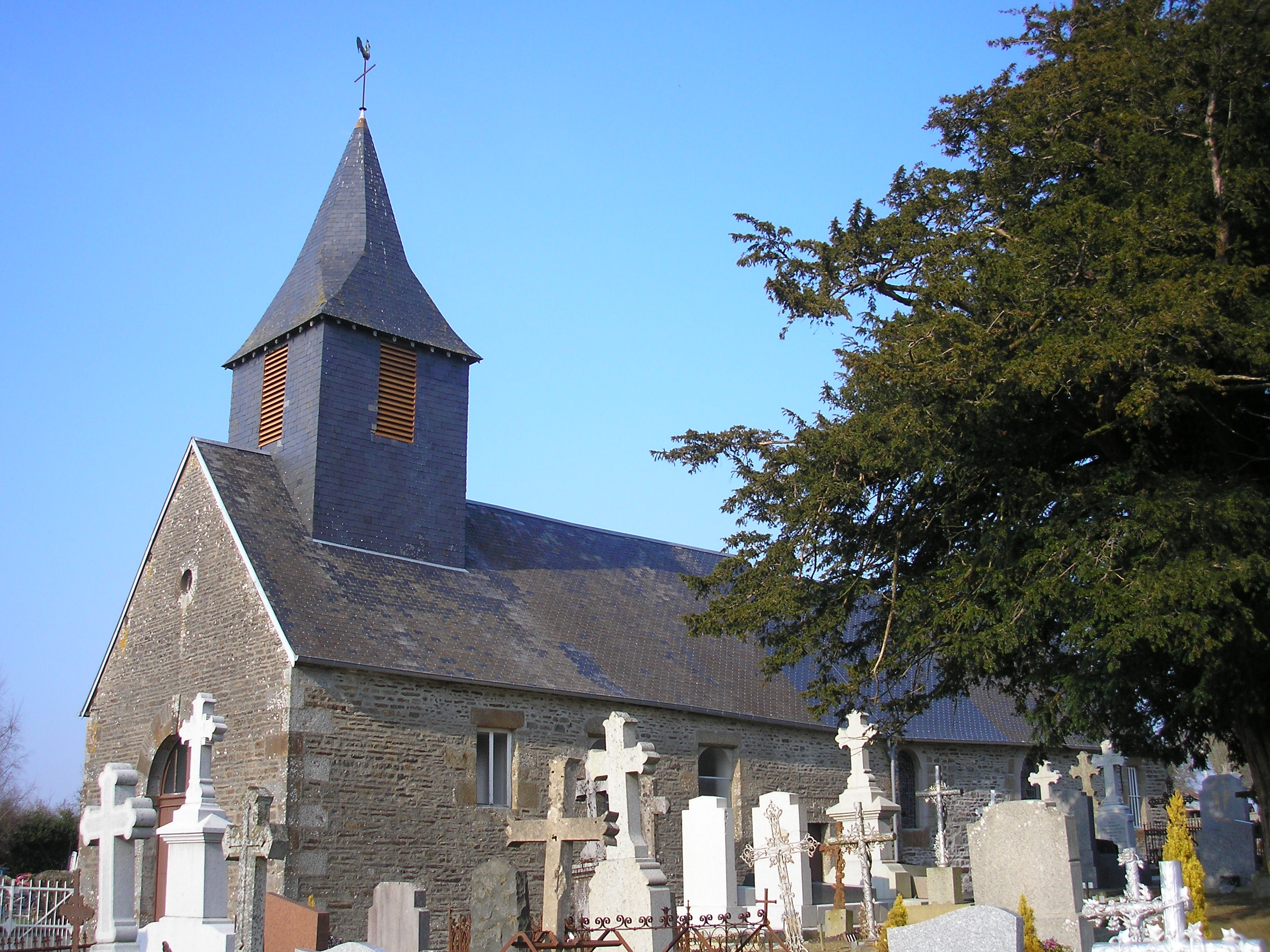
Kirche Notre-Dame-de-la-Nativité